# Escut de l'Uzbekistan
L'escut de l'Uzbekistan, més aviat un emblema que no un escut heràldic, es va adoptar el 2 de juliol de 1992 i té un disseny similar a l'escut utilitzat prèviament per la República Socialista Soviètica de l'Uzbekistan des del 14 de febrer de 1937.
Té forma circular i porta els colors nacionals: blau, blanc i verd, també presents a la bandera, la qual és representada igualment a l'escut, on figura el nom de l'estat en uzbek: O`ZBEKISTON. El cercle està format a la destra per una planta de cotó i a la sinistra per un ram d'espigues de blat, els principals productes agrícoles uzbeks, que ja apareixien a l'escut de l'època soviètica, del qual s'han depurat els elements típicament comunistes com la falç i el martell i l'estrella roja, que han estat substituïts per símbols tradicionals.
Precisament en substitució de l'estrella roja, al capdamunt de l'escut apareix una estrella de vuit puntes coneguda en àrab com a Rub el-Hizb (que té un símbol propi en Unicode, ۞), un senyal islàmic, religió majoritària a l'Uzbekistan.
Al mig apareix un humo, ocell mitològic relacionat amb el fènix, símbol de felicitat, amor i llibertat, amb les ales esteses. Al fons es veu un paisatge uzbek a vista d'ocell, amb un sol ixent darrere les muntanyes que també apareixia a l'escut anterior.
Els dos rius de darrere l'ocell que surten de les muntanyes simbolitzen l'Amudarià i el Sirdarià.

## Escuts històrics

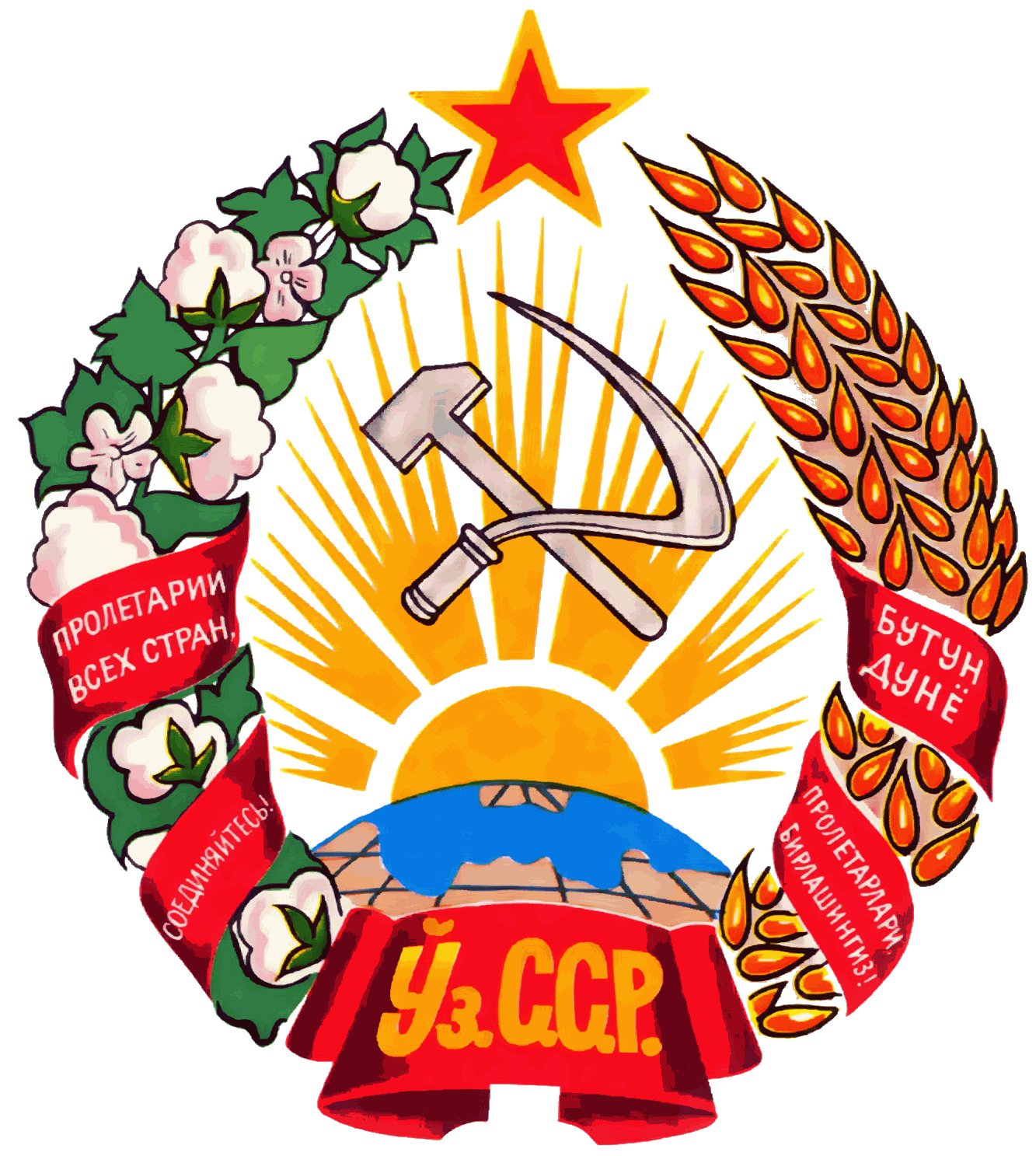
Escut de l'RSS de l'Uzbekistan (1937-1991)